# 蔵前橋通り

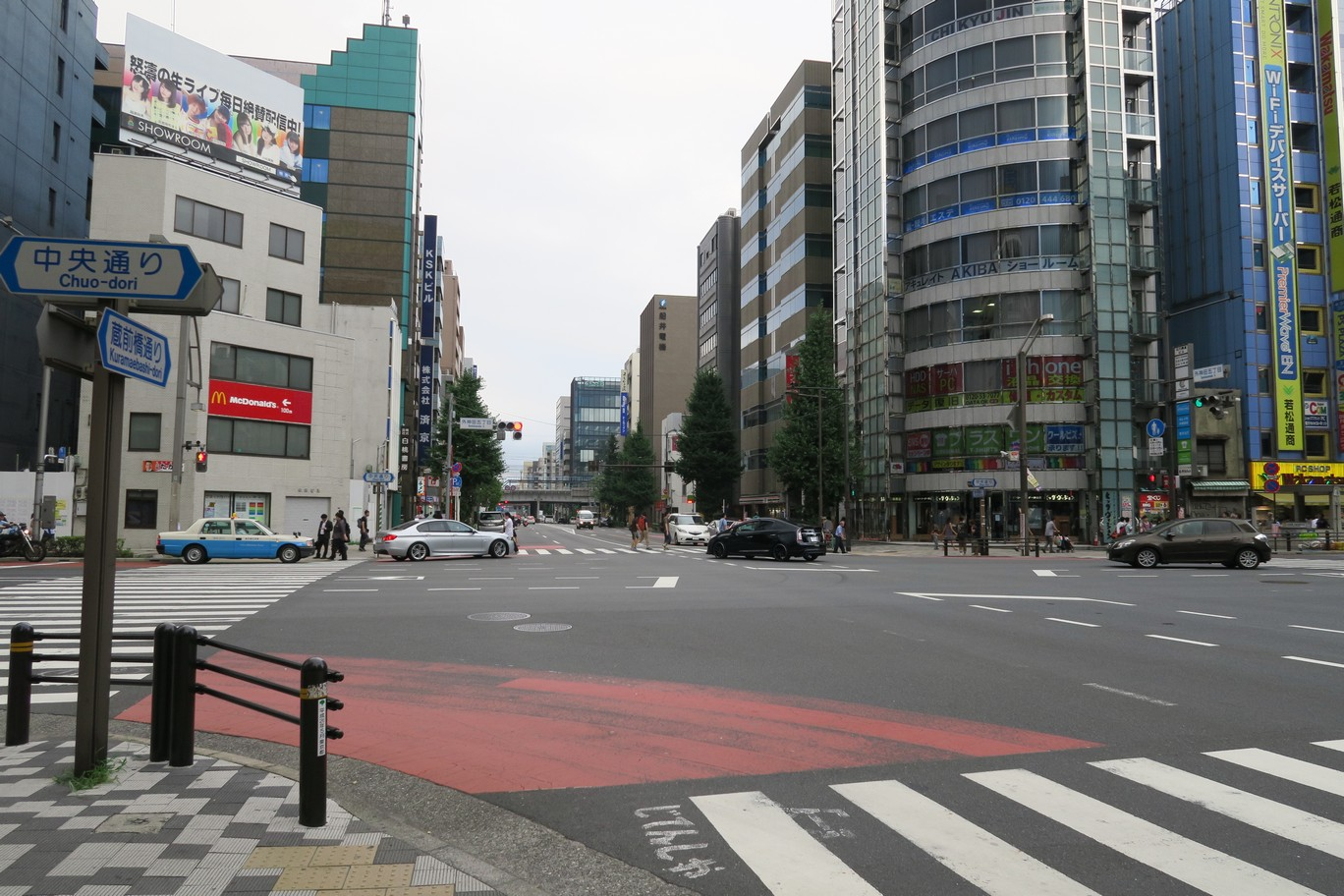
蔵前橋通り（外神田五丁目交差点。奥が千葉県方面）

蔵前橋通り（くらまえばしどおり）は東京都文京区のサッカーミュージアム入口交差点から、千代田区、台東区、墨田区、江東区、葛飾区を経由し、江戸川区の市川橋手前の国道14号（千葉街道）との交差点にわたる道路の通称。
路線名としては、国道4号（昭和通り）との交差点を境に東側は東京都道315号御徒町小岩線、西小岩二丁目の東京都道60号市川四ツ木線交点から東側は同路線である。都心から千葉街道に直通し、千葉県方面に通ずる重要な交通拠点であり、総武線にほぼ近いルートを通っている。京葉道路（靖国通り）・春日通りなどと区間を平行することから、重要なハブとしての機能も果たす。

## 主に交差する道路
- 本郷通り（国道17号）
- 昌平橋通り（東京都道452号神田白山線）
- 中央通り（東京都道437号秋葉原雑司ヶ谷線）
- 昭和通り（国道4号）
- 清洲橋通り
- 新堀通り
- 国際通り（東京都道462号蔵前三ノ輪線）
- 江戸通り（国道6号）
- 清澄通り（東京都道463号上野月島線）
- 三ツ目通り（東京都道319号環状三号線）
- 四ツ目通り（東京都道465号深川吾嬬町線）
- 明治通り（東京都道306号王子千住夢の島線）
- 丸八通り（東京都道476号南砂町吾嬬町線）
- ゆりのき橋通り（東京都道449号新荒川堤防線）
- 首都高速中央環状線（平井大橋出入口）
- 平和橋通り（東京都道308号千住小松川葛西沖線）
- 環七通り（東京都道318号環状七号線）
- 奥戸街道（千葉県道・東京都道60号市川四ツ木線）
- 柴又街道（東京都道・千葉県道501号王子金町市川線）
- 千葉街道（国道14号）

## 蔵前橋通りに接続する主な駅・路線
- 末広町駅（東京メトロ銀座線）
- 蔵前駅（都営浅草線/都営大江戸線）

その他、総武緩行線と区間を平行する。

## 主な橋梁
- 蔵前橋（隅田川）
- 江東新橋（旧中川）
- 平井大橋（荒川・中川）
- 新小岩陸橋（平和橋通り）
- 上一色橋（新中川）